# 稲見一良
稲見 一良（いなみ いつら、1931年1月1日 - 1994年2月24日）は、日本の小説家、放送作家。大阪府大阪市出身。
記録映画のマネージメントを務める傍ら、1968年文芸誌の新人賞に入選、しかし多忙のため作家活動に専念しなかった。テレビCF、記録映画のプロデューサを努める。
1985年肝臓癌の手術を受けるが全摘ができないと分かると、生きた証として小説家活動に打ち込むと周囲に宣言し、1989年『ダブルオー・バック』にて本格的に小説家デビュー。1991年『ダック・コール』にて数々の賞を受賞し期待されるも、1994年わずか9冊を残して癌のため没した。
作品は自身の趣味であった猟銃の知識を生かしたハードボイルドな推理小説で、少年の視点・目線やニヒリズムを取り入れたものであった。
また、彼が書く短編の中には重い癌を患った主人公が度々登場する傾向があり著書の中に自己の投影が行われていた可能性も見られる。

## 年譜
- 1968年 「凍土のなかから」で第3回双葉推理賞（『推理ストーリー』開催）佳作第1席を受賞。
- 1985年 肝臓癌の手術を受ける。
- 1989年 『ダブルオー・バック』にて小説家デビュー。
- 1991年 『ダック・コール』にて第4回山本周五郎賞、第10回日本冒険小説協会大賞最優秀短編賞を受賞。
- 1993年 「セント・メリーのリボン」にて第12回日本冒険小説協会大賞最優秀短編賞を受賞。

また“その全ての愛しき名作”に対し、第12回日本冒険小説協会大賞内藤陳特別賞が贈られた。
- 1994年 10年に渡る闘病生活の末、死去。享年63。

## 著作一覧
- 凍土のなかから – 1968年。
- 街角のあなた – 『ミステリマガジン』第16巻第2号（1971年2月号）、早川書房。
- 理解なんかされたくない - 『ブレーン』第18巻第1号（1978年1月号）、宣伝会議。
- ちょっとさびしく,ちょっとうれしく - 『ブレーン』第21巻第4号（1981年4月号）、宣伝会議。
- ガン・ロッカーのある書斎 – 『ミステリマガジン』第28巻第1号（1983年1月号） - 第28巻第12号（1983年12月号）、早川書房。
  - 『ガン・ロッカーのある書斎』角川書店、1994年10月。ISBN 4-04-883386-3。
- ちょっとさびしく,ちょっとうれしく - 『ブレーン』第21巻第4号（1981年4月号）。
- ダブルオー・バック – 書き下ろし作品
  - 『ダブルオー・バック』大陸書房、1989年5月。ISBN 4-8033-2016-0。
- ダブルオー・バック – 書き下ろし作品
  - 『ソー・ザップ!』大陸書房、1990年1月。ISBN 4-8033-2613-4。
- パッセンジャー – 『ミステリマガジン』第35巻第6号（1990年6月号）、早川書房。『ダック・コール』に所収。
- 望遠 - 『小説新潮』第45巻第7号（1991年7月号）、新潮社。『ダック・コール』に所収。
- 密猟志願 - 『ダック・コール』に所収。
- ホイッパー・ウィル - 『ダック・コール』に所収。
- 波の枕 - 『ダック・コール』に所収。
- デコイとブンタ - 『小説新潮』第45巻第7号（1991年7月号）、新潮社。『ダック・コール』に所収。
  - 『ダック・コール』早川書房、1991年2月。ISBN 4-15-203464-5。
- 神さまがくれた二つの夜 - 『小説新潮』第45巻第7号（1991年7月号）、新潮社。
- 寝椅子の上で - 『波』第25巻第9号（1991年9月号）、新潮社。
- 男は旗 プレス・ギャングの巻 - 『小説新潮』第45巻第11号（1991年11月号）、新潮社。
  - 『男は旗』新潮社、1994年2月。ISBN 4-10-392902-2。
- 犬は土を踏んで歩く – 『ミステリマガジン』第37巻第3号（1992年3月号）、早川書房。
- 利腕に鞭とペン - 『ディック・フランシス読本』(1992年11月)に所収。
- 花見川の要塞 - 『小説新潮』第46巻第8号（1992年8月号）、新潮社。『セント・メリーのリボン』に所収。
- アメリカ映画で育った - 『潮』通巻402号（1992年9月号）、新潮社。
- セント・メリーのリボン - 『小説新潮』第47巻第3号（1993年3月号）、新潮社。『セント・メリーのリボン』に所収。
- 焚火 - 『セント・メリーのリボン』に所収。
- 終着駅 - 『小説新潮』第47巻第7号（1993年7月号）、新潮社、『セント・メリーのリボン』に所収。
- 麦畑のミッション - 『セント・メリーのリボン』に所収。
  - 『セント・メリーのリボン』新潮社、1993年6月。ISBN 4-10-392901-4。
- 春小袖 - 『大和茶粥：エッセイ'93』（1993年3月）、楡。
- 花の下にて - 『野性時代』1993年6月号、角川書店、『花見川のハック』に所収。
- オクラホマ・キッド - 『小説新潮』第47巻第10号（1993年10月号）、新潮社、『花見川のハック』に所収。。
- トカチン、カラチン - 『小説新潮』第47巻第12号（1993年12月号）、新潮社、『猟犬探偵』に所収。
- 花見川のハック - 『野性時代』1994年1月号、角川書店、『花見川のハック』に所収。
- ギターと猟犬 - 『小説新潮』第48巻第3号（1994年3月号）、新潮社、『猟犬探偵』に所収。
- 煙 - 『野性時代』1994年3月号、角川書店、『花見川のバック』に所収。
- シュー・シャイン - 『野性時代』1994年4月号、角川書店、『花見川のハック』に所収。
- サイド・キック - 『猟犬探偵』に所収。
- 悪役と鳩 - 『猟犬探偵』に所収。
  - 『猟犬探偵』新潮社、1994年5月。ISBN 4-10-392903-0。
- マリヤ - 『花見川のハック』に所収。
- 昿野 - 『野性時代』1994年5月号、角川書店、『花見川のハック』に所収。
- 不良の旅立ち - 『小説新潮』第48巻第5号（1994年5月号）、新潮社、『花見川のハック』に所収。
- 栄光何するものぞ - 『花見川のハック』に所収。
- 男結び - 『花見川のハック』に所収。
- 石の鳥獣 - 『花見川のハック』に所収。
- 鳥 - 『野性時代』1994年5月号、角川書店、『花見川のハック』に所収。
  - 『花見川のハック』角川書店、1994年7月。ISBN 4-04-872812-1。
- 十円玉 - 『野性時代』1994年5月号、角川書店。
- 白熱 - 『野性時代』1994年5月号、角川書店。
- 森の生活 - 『野性時代』1994年6月号、角川書店。
- 孤愁 – 『孤愁』（1994年12月）に所収。
- 春場所に思う - 『帖の紐：稲見一良エッセイ集』に所収。
- ジャズと大根 - 『帖の紐：稲見一良エッセイ集』に所収。
- ほたるぶくろ - 『帖の紐：稲見一良エッセイ集』に所収。
- ぴしとしていたい - 『帖の紐：稲見一良エッセイ集』に所収。
- 軽いオスカー - 『帖の紐：稲見一良エッセイ集』に所収。
- 鷲の翼に乗って - 『帖の紐：稲見一良エッセイ集』に所収。
- 痩せ我慢の美学 - 『帖の紐：稲見一良エッセイ集』に所収。
- 足もとの花 - 『帖の紐：稲見一良エッセイ集』に所収。
- 遊ぶ子供の声聞けば - 『帖の紐：稲見一良エッセイ集』に所収。
  - 『帖の紐：稲見一良エッセイ集』中央公論社、1996年9月。ISBN 4-12-002611-6。
- 僕の教科書は『葉隠』の潔さと弱さを知るヘミングウェイ- 『上手な老い方 藍の巻』に所収。

## 海外への翻訳

### 中国大陸（簡化字）
- 鸭哨 （刊行予定、吉林出版集团有限责任公司）－ダック・コール

猟犬探偵シリーズ
- 圣玛丽的蝴蝶结 （刊行予定、吉林出版集团有限责任公司）－セント・メリーのリボン